# Лёккен, Торбьёрн
Торбьёрн Лёккен (норв. Torbjørn Løkken; 28 июня 1963, Бири) — норвежский двоеборец, чемпион мира, обладатель Кубка мира.

## Карьера
На международной арене Торбьёрн Лёккен дебютировал 24 февраля 1984 года на этапе Кубка мира в шведском Фалуне, где показал 24-й результат. В начале следующего сезона, на этапе в югославской Планице показал восьмой результат, набрав первые очки в зачёте Кубка мира.
Наиболее успешным для норвежца стал сезон 1986/87. На предолимпийском этапе в канадском Канморе Лёккен одержал первую в карьере победу, всего в сезоне выиграл три этапа из девяти и стал обладателем Кубка мира, опередив на 46 очков немца Херманна Вайнбуха. На чемпионате мира в западногерманском Оберстдорфе Торбьёрн Лёккен стал чемпионом мира в личном первенстве, а в составе команды вместе с Халльстеном Бёгсетом и Трондом-Арне Бредесеном завоевал серебряные медали, пропустив вперёд лишь сборную Западной Германии.
На Олимпийских играх в Калгари норвежские двоеборцы остались без медалей. В личном турнире Лёккен неудачно выступил в прыжковой стадии соревнований, был только 19-м в трёх минутах от лидера. В пятнадцатикилометровой гонке преследования он показал лучшее время, но в итоге занял только шестое место, с отставанием в полторы минуты победившему швейцарцу Кемпфу. В командном турнире норвежцы были третьими после прыжков, показали третье время на лыжне, но в итоге финишировали четвёртыми, в 48 секундах от победившей сборной ФРГ и всего в 18 от ставших третьими австрийцев. 
Олимпийский сезон Лёккен закончил на второй позиции. Норвежец пропустил следующий сезон, попытался вернуться в Кубок мира год спустя, но не смог найти для себя мотивацию и принял решение завершить карьеру в середине сезона. Всего в Кубке мира побеждал пять раз, девять раз пробивался в тройку лучших.
В 2007 году стало известно, что после ухода из спорта Лёккен имел проблемы в алкоголем, был героиновым наркоманом. После долгого периода восстановления он смог вернуться к нормальной жизни, стал работать лыжным тренером в спортивной школе.